# Pultenaea platyphylla
Pultenaea platyphylla là một loài thực vật có hoa trong họ Đậu. Loài này được N.A.Wakef. miêu tả khoa học đầu tiên.